# Marcus & Martinus
Marcus & Martinus, ocasionalmente conhecidos por M&M, são uma dupla norueguesa de dance-pop constituída pelos irmãos gémeos idênticos Marcus e Martinus Gunnarsen (nascidos a 21 de Fevereiro de 2002 em Elverum, Noruega). Lançaram três álbuns: «Hei», «Together» e «Moments». Desde que ganharam o Melodi Grand Prix Junior em 2012, ganharam inúmeros prémios, como o Spellemannprisen em 2017. O duo venceu o Masked Singer Sverige em 2022 e, desde então, participaram no Melodifestivalen em 2023 e 2024 e venceram esta última edição e representaram a Suécia no Festival Eurovisão da Canção de 2024 com a canção «Unforgettable».

## Carreira

### 2012: Estreia e Grande Prémio Melodi Júnior
Em 2012, Marcus e Martinus participaram na 11.ª temporada do Melodi Grand Prix Junior. O concurso teve lugar no Oslo Spektrum em Oslo, Noruega, e foi transmitido em direto pela NRK, foi apresentado por Margrethe Røed e Tooji. Venceram o concurso com a canção «To dråper vann» (em português: «Duas gotas de água»). A canção alcançou o 8.º lugar na tabela de singles da Noruega.

### 2015–2016: «Hei» e «Together»
A 23 de Fevereiro de 2015, lançaram o seu primeiro álbum de estúdio intitulado «Hei» (em português: «Olá»). O álbum alcançou o primeiro lugar na tabela de álbuns da Noruega na semana 46 de 2015, a 15 de Novembro daquele ano, depois de ter estado 35 semanas na tabela, as últimas 20 sem sair do top 10. O álbum inclui o single «Plystre på deg» (em português: «Assobiar para ti»). A 24 de Julho de 2015, lançaram o single «Elektrisk» (em português: «Elétrico»), com a voz de Katastrofe. A canção alcançou o número 3 na tabela de singles da Noruega. A 25 de Setembro de 2015, lançaram o single intitulado «Ei som deg» (em português: «Um como tu») com Innertier. A canção alcançou o 15.º lugar na tabela de singles norueguesa. A 6 de Novembro desse mesmo ano, lançaram a segunda versão do álbum «Hei», intitulado «Hei (Fan Special)», com as mesmas canções e alguns extras, um dos quais é «Elektrisk». Em Maio de 2016, a dupla lançou três singles mais, o primeiro intitulado «Girls», com a participação de Madcon, estreou-se em primeiro lugar na Noruega e tornou-se o segundo single a atingir o top 100 na Suécia, depois de «Elektrisk». O segundo e o terceiro, «Heartbeat» e «I Don't Wanna Fall in Love», foram lançados poucos dias depois de «Girls» e estrearam-se nos números 21 e 37, respetivamente. Seguiram-se a «Girls» com os singles «Light It Up» e «One More Second». Em Novembro de 2016, lançaram o seu primeiro álbum em inglês, intitulado «Together». O álbum inclui as canções de sucesso «Girls», «Heartbeat», «Light It Up» e «One More Second». Na semana seguinte ao seu lançamento, Together estreou-se no número 1 na Noruega e na Suécia e no número 6 na Finlândia.

### 2017–2021: Moments
A 13 de Maio, Marcus & Martinus anunciaram os pontos do júri para da Noruega no Festival Eurovisão da Canção 2017. A 21 de Maio de 2017 lançaram o single «Like It Like It» juntamente com o rapper americano Silentó. A 1 de Julho lançaram o single 
intitulado «First Kiss». No mesmo mês, a 14 de Julho, actuaram no 40.º aniversário da princesa sueca Vitória com uma canção escrita especialmente para ela intitulada «On This Day». No final de Julho lançaram o single «Dance with You». A 15 de Outubro de 2017 lançaram o single «Make You Believe in Love». O single alcançou o 34.º lugar na Noruega e o 47.º lugar na Suécia. Também figurou nas 21 canções de Sub-21 da CelebMix em 2018. A 4 de Novembro desse ano lançaram o single "«One Flight Away» e a 15 de Novembro lançaram o single «Never». A 17 de Novembro lançaram o seu 3.º álbum intitulado «Moments».
Em 2019, os M&M lançaram um EP intitulado «Soon». Em 2020, lançaram dois singles, «Love You Less» e «It's Christmas Time». Em 2021 participaram na canção «Miserabel» de Stig Brenner. Além disso, Marcus & Martinus lançaram o single "«Belinda»" juntamente com o cantor porto-riquenho Alex Rose, que alcançou o 20.º lugar na tabela norueguesa de singles. Em Novembro lançaram a canção «Feel» com o musico brasileiro Bruno Martini.

### 2022-presente: The Masked Singer Suécia, Melodifestivalen e Eurovisão
Na Primavera de 2022, os M&M ganharam a versão sueca do concurso Masked Singer, sendo a primeira dupla a vencer o primeiro lugar. Para além disso, o duo lançou o seu primeiro single do ano 2022, intitulado «When All the Lights Go Out».
Em 2023 entraram no Melodifestivalen 2023 com a canção «Air», acabando por ficar em 2.º lugar só atrás de «Tattoo» de Loreen. Participaram novamente no Melodifestivalen 2024 com a canção «Unforgettable».
 A 9 de Março de 2024 a dupla venceu o Melodifestivalen com 177 pontos e representaram a Suécia no Festival Eurovisão da Canção de 2024, a 11 de Maio, em Malmo.

## Discografia

### Álbuns
- 2015 – Hei
- 2016 – Together
- 2017 – Moments
- 2024 – Unforgettable